# 16 maart
16 maart is de 75e dag van het jaar (76e dag in een schrikkeljaar) in de gregoriaanse kalender. Hierna volgen nog 290 dagen tot het einde van het jaar.

## Gebeurtenissen
- Algemeen
  - 1937 - Willy Walden en Piet Muijselaar treden voor het eerst op als de dames Snip en Snap.
  - 1941 - Eerste strip van Tom Poes.
  - 1946 - De IJzertoren wordt bij een dynamiet-aanslag verwoest.
  - 1978 - Aldo Moro wordt ontvoerd door de Rode Brigades.
  - 1978 - De mammoettanker Amoco Cadiz strandt aan de kust van Bretagne en veroorzaakt een grote olieramp.
  - 1979 - De Duitse bondspresident Roman Herzog opent te Heidelberg een documentatiecentrum voor Sinti in Duitsland.
  - 1985 - Terry Anderson, een journalist van Associated Press, wordt gegijzeld in Beiroet.
  - 2020 - Op de Nederlandse autosnelwegen gaat vanwege de stikstofcrisis een nieuwe snelheidslimiet gelden. De toegestane maximumsnelheid gaat van 130 km/u naar 100 km/u. Tussen zeven uur ‘s avonds en zes uur ‘s ochtends blijft de snelheidslimiet wel 130 km/u.[1]
  - 2025 - Bij een brand in een nachtclub in de Noord-Macedonische stad Kocani zijn zeker 59 mensen omgekomen en 150 mensen gewond geraakt.
- Media
  - 2025 - Verslaggever Gerri Eickhof neemt na 37 jaar afscheid van de NOS. Hij gaat met pensioen.
- Oorlog
  - 1244 - Montségur valt, de kruistocht tegen de Katharen is gedaan.
  - 1813 - Pruisen verklaart Napoleon de oorlog.
  - 1938 - Hitler houdt een rede in Wenen.
  - 1945 - De Slag om Iwo Jima eindigt.
  - 1946 - NSB-propagandist Max Blokzijl wordt wegens landverraad gefusilleerd op de Waalsdorpervlakte.
  - 1968 - Amerikaanse troepen in Vietnam plegen een massamoord in Mỹ Lai.
  - 1988 - Irak valt de Koerdische stad Halabja aan met gifgas en zenuwgas. Er vallen vijfduizend slachtoffers.

- Politiek
  - 1554 - Filips II van Nassau-Saarbrücken doet afstand ten gunste van zijn broers Johan III en Adolf.
  - 1815 - Willem Frederik van Oranje-Nassau neemt de titel Koning der Nederlanden aan.
  - 1929 - "Compromis des Belges", eerste aanzet tot taalwetgeving in België.
  - 1935 - Adolf Hitler geeft opdracht tot herbewapening van Duitsland, in strijd met het Verdrag van Versailles.
  - 1988 - Luitenant-kolonel Oliver North en viceadmiraal John Poindexter worden in staat van beschuldiging gesteld in de Iran-Contra-affaire.
  - 1999 - De Europese Commissie onder voorzitterschap van Jacques Santer treedt collectief af.
  - 2003 - Wereldwijde demonstraties tegen de Irakoorlog.
  - 2014 - Bij een controversieel referendum in de Krimrepubliek stemt volgens de bezettende partij Rusland een grote meerderheid voor aansluiting van het gebied bij Rusland. Oekraïne en het westen beschouwen het referendum als onwettig en gedwongen.
  - 2017 - Oud-oppositieleider Helen Zille uit Zuid-Afrika krijgt disciplinaire maatregelen opgelegd van haar partij DA, nadat ze op Twitter heeft geschreven dat kolonisatie niet alleen maar negatieve gevolgen heeft gehad.
  - 2020 - Minister-president Mark Rutte spreekt Nederland toe via een videoboodschap over de ontwikkelingen en maatregelen ten bestrijding van het Coronavirus.
  - 2025: Keith Rowley treedt af als premier van Trinidad en Tobago na negen jaar in functie, voorafgaand aan de algemene verkiezingen van Trinidad en Tobago in 2025.[2][3]

- Recreatie
  - 2002 - Walt Disney Studios Park, het tweede park binnen Disneyland Parijs, opent zijn deuren.

- Religie
  - 1694 - Verheffing van de Rooms-katholieke Apostolische prefectuur Schotland tot Apostolisch vicariaat Schotland.

- Sport
  - 1911 - Oprichting van de Hongaarse voetbalclub Vasas SC Boedapest.
  - 2000 - Lars Frölander scherpt bij de WK kortebaan (25 meter) in Athene het wereldrecord op de 100 meter vlinderslag aan : 50,59.
  - 2024 - Wielrenner Jasper Philipsen wint de Italiaanse voorjaarsklassieker en Monument Milaan-Sanremo. In de eindsprint verslaat hij de Australiër Michael Matthews en de Sloveen Tadej Pogačar.[4]

- Wetenschap en technologie
  - 1926 - Robert Goddard lanceert de eerste raket met vloeibare brandstof.[5]
  - 1966 - Lancering van de Amerikaanse bemande ruimtevaartcapsule Gemini 8 met bemanning Neil Armstrong en David Scott.[6]
  - 1966 - De bemanning van het ruimtevaartuig Gemini 8 voert samen met een onbemande Agena-D de eerste koppeling van twee ruimtevaartuigen in een baan rond de Aarde uit.[7]
  - 2023 - Koppeling van het Dragon ruimtevaartuig van SpaceX met het Internationaal Ruimtestation ISS zo'n anderhalve dag na lancering van de Dragon CRS-2 SpX-27 missie. Aan boord is ruim 2.800 kg spullen.[8]
  - 2023 - Lancering van een Electron raket van Rocket Lab vanaf Wallops Flight Facility LC-2 (LP-0C) op Wallops Island in Virginia (Verenigde Staten) voor de Stronger Together missie met twee observatiesatellieten van Capella Space met Synthetic Aperture Radar die sub-0,5 meter afbeeldingen kunnen maken.[9]
  - 2024 - Lancering van een Falcon 9 raket van SpaceX vanaf Kennedy Space Center Lanceercomplex 39 voor de Starlink Group 6-44 missie met 23 Starlink satellieten.[10]
  - 2024 - Boven Spanje wordt een heldere groene bolide waargenomen. Uit analyses blijkt dat restanten van het object als meteorieten het aardoppervlak moeten hebben bereikt.[11]

## Geboren

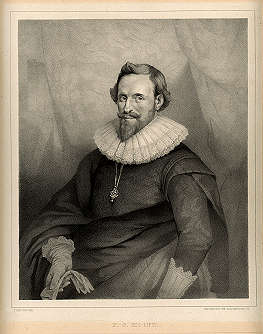
Portret van P.C. Hooft
geboren in 1581

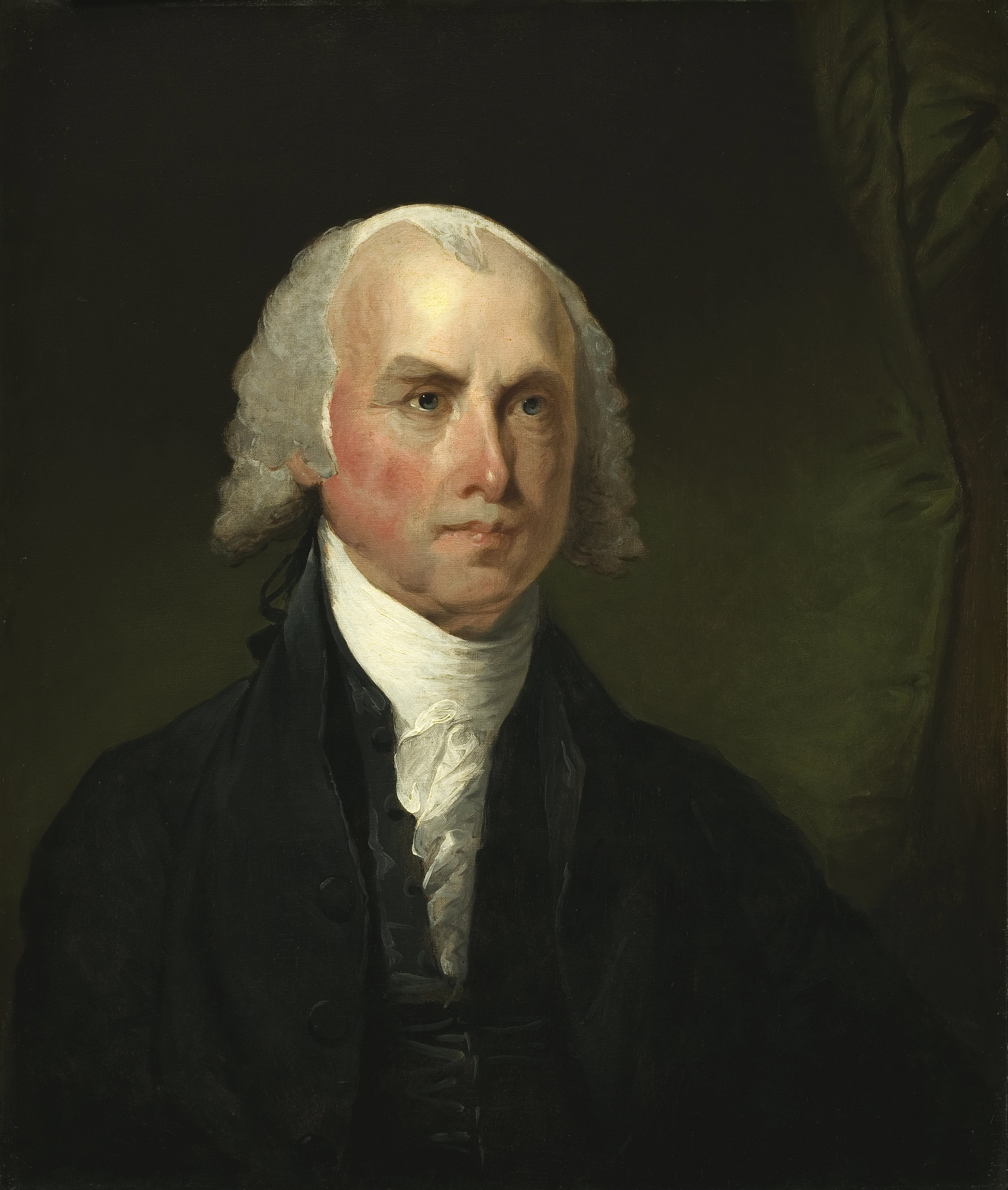
James Madison
geboren in 1751

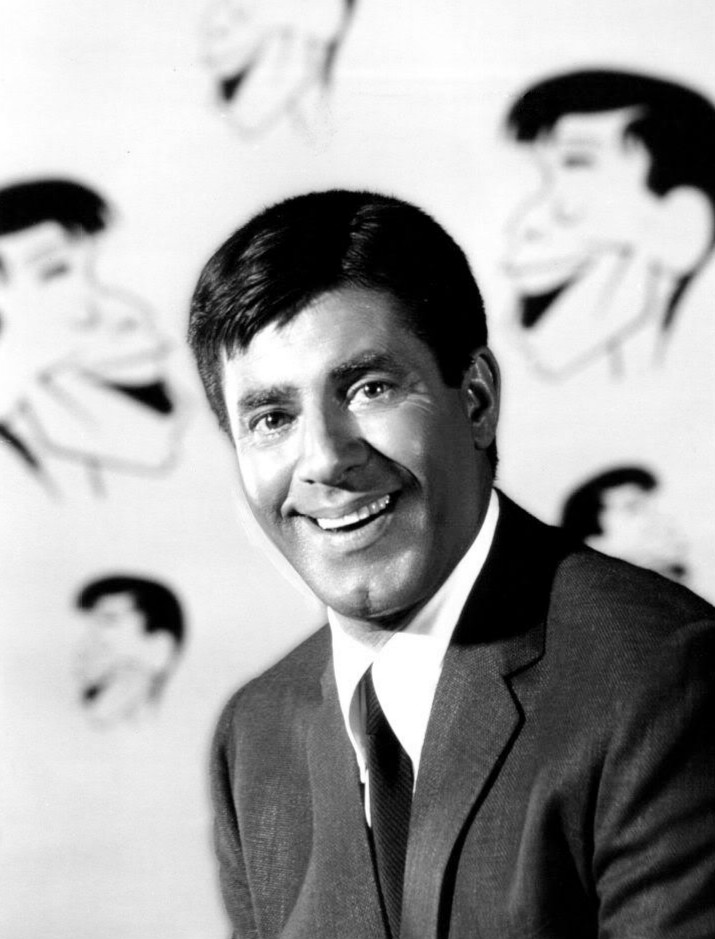
Jerry Lewis
geboren in 1926

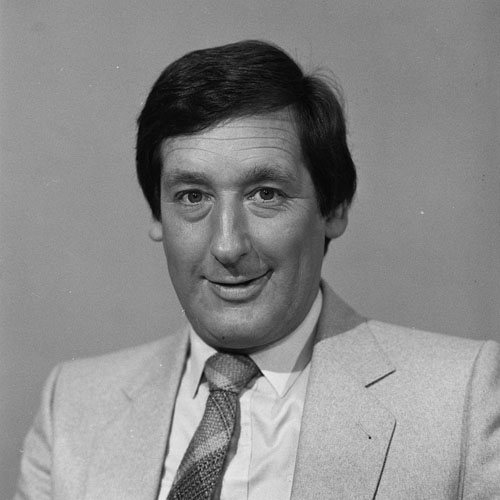
Dick Passchier
geboren in 1933

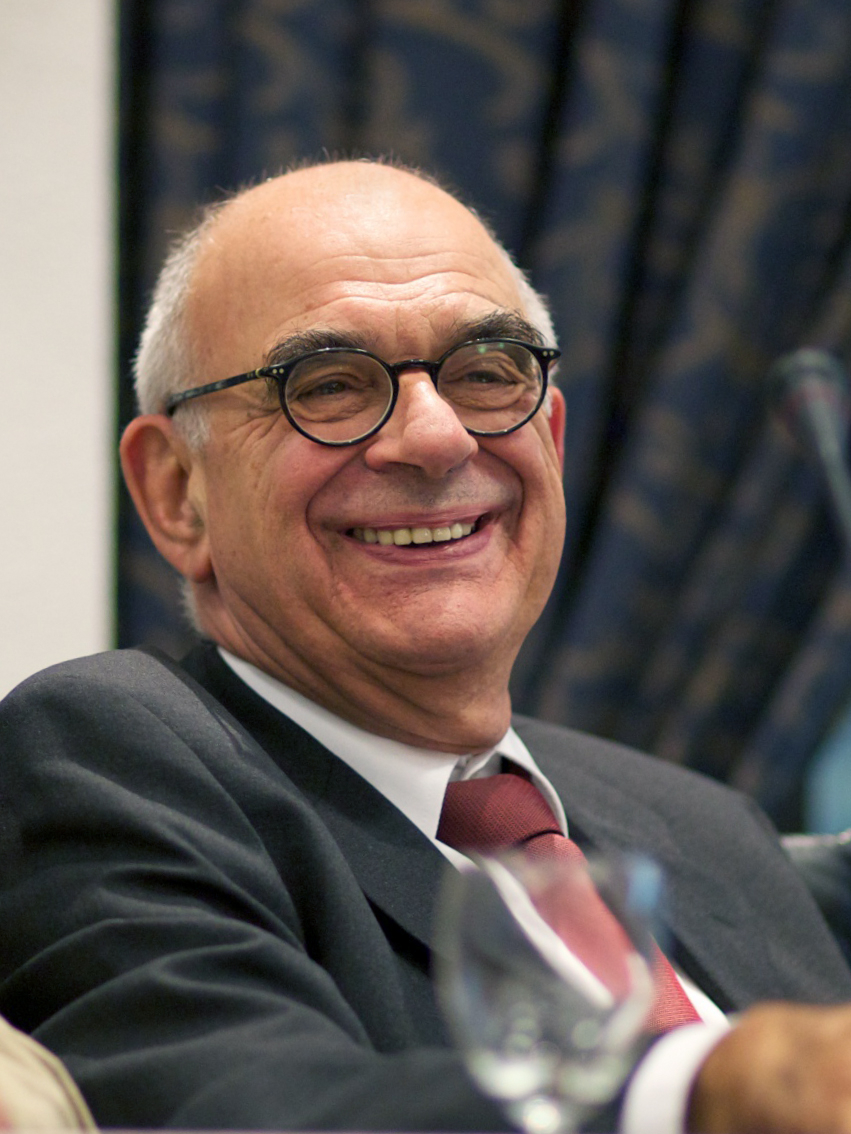
Jan Pronk
geboren in 1940

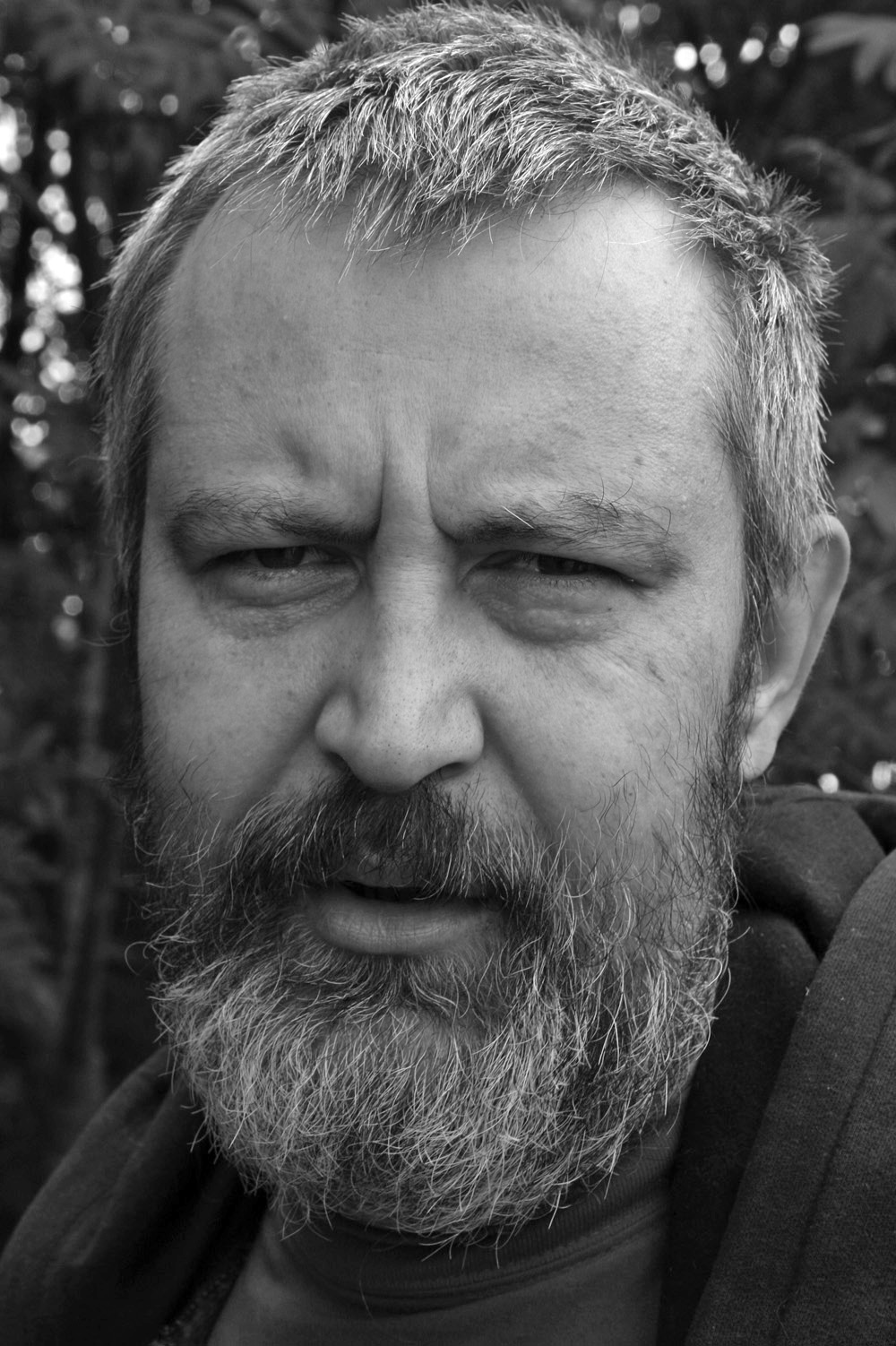
Oleg Pavlov
geboren in 1970

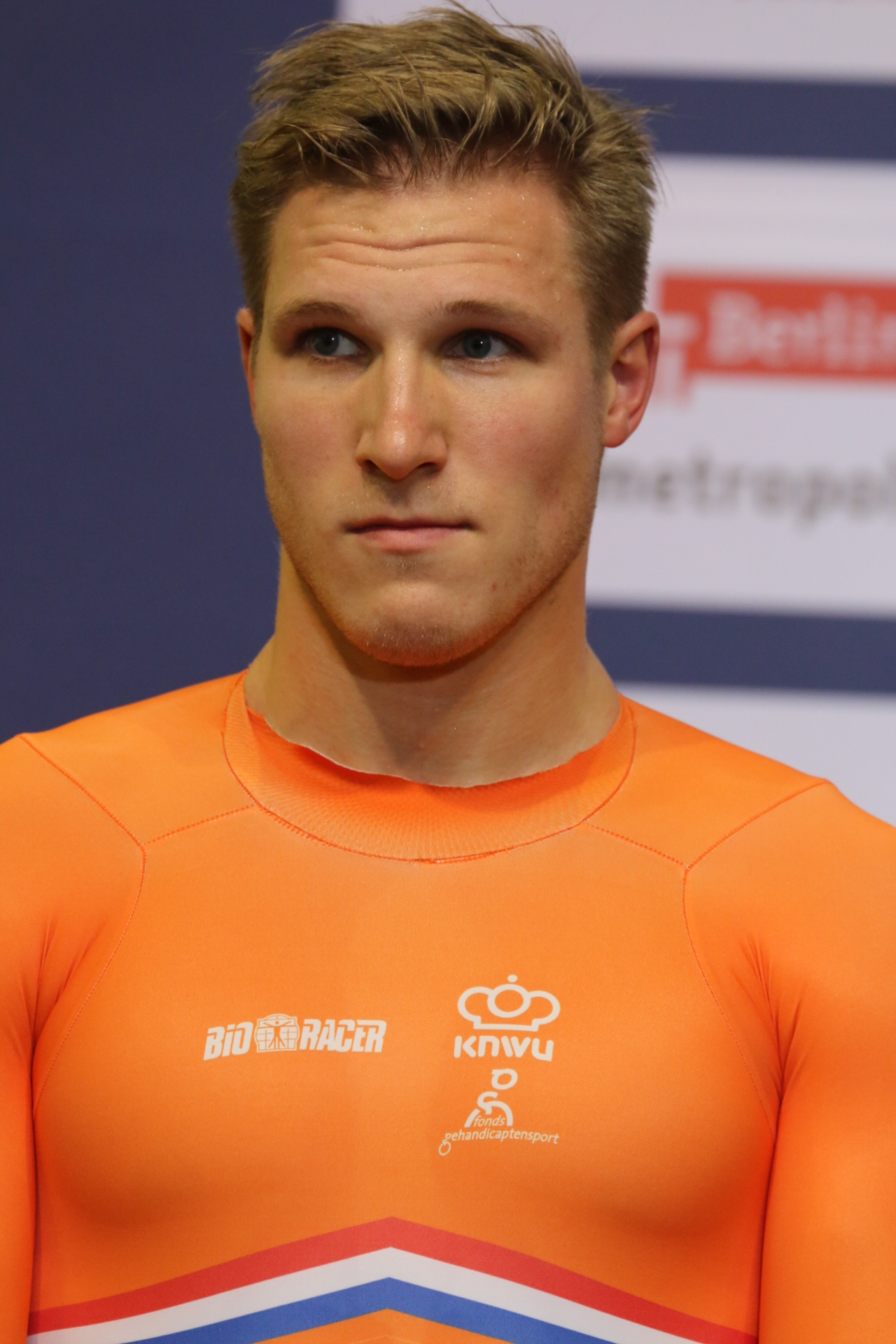
Jeffrey Hoogland
geboren in 1993

- 1581 - Pieter Corneliszoon Hooft, Nederlands dichter en historicus (overleden 1647)
- 1585 - Gerbrand Adriaensz. Bredero, Nederlands dichter en toneelschrijver (overleden 1618)
- 1750 - Caroline Herschel, Duits astronoom (overleden 1848)
- 1751 - James Madison, 4de president van de Verenigde Staten (overleden 1836)
- 1771 - Antoine-Jean Gros, Frans kunstschilder (overleden 1835)
- 1789 - Georg Ohm, Duits wis- en natuurkundige (overleden 1854)
- 1856 - Napoleon Eugène Lodewijk Bonaparte, Frans keizerlijke prins (overleden 1879)
- 1878 - Clemens August von Galen, Duits zalige, kardinaal-bisschop van Münster (overleden 1946)
- 1879 - André Idserda, Nederlands kunstschilder (overleden 1952)
- 1885 - Otto-Wilhelm Förster, Duits generaal (overleden 1966)
- 1889 - Reggie Walker, Zuid-Afrikaans atleet (overleden 1951)
- 1899 - Ok Formenoij, Nederlands voetballer (overleden 1977)
- 1903 - Mike Mansfield, Amerikaans politicus en diplomaat (overleden 2001)
- 1904 - Maarten de Niet Gerritzoon, Nederlands politicus (overleden 1979)
- 1906 - Anton Rooskens, Nederlands kunstenaar (overleden 1976)
- 1907 - Antal Újváry, Hongaars handballer (overleden 1967)
- 1910 - Aladár Gerevich, Hongaars schermer (overleden 1991)
- 1911 - Pierre Harmel, Belgisch politicus (overleden 2009)
- 1911 - Josef Mengele, Duits nazi-arts (overleden 1979)
- 1912 - Jaap Havekotte, Nederlands schaatser en oprichter Viking schaatsen (overleden 2014)
- 1912 - José Iraragorri, Spaans voetballer (overleden 1983)
- 1912 - Pat Nixon, Amerikaans actrice en echtgenote van president Richard Nixon (overleden 1993)
- 1913 - Rudi Schuricke, Duits schlagerzanger en acteur (overleden 1973)
- 1915 - Albert Hagers, Belgisch kunstschilder (overleden 2005)
- 1917 - Achim-Helge von Beust, Duits advocaat en politicus (overleden 2007)
- 1918 - Aldo van Eyck, Nederlands architect (overleden 1999)
- 1920 - José Barreiro, Argentijns voetballer en trainer
- 1920 - Traudl Junge, Duits secretaresse van Hitler (overleden 2002)
- 1920 - Jørgen Nash, Deens kunstenaar (overleden 2004)
- 1924 - Beryl Davis, Brits zangeres (overleden 2011)
- 1924 - Michael Seifert, Duits-Oekraïens SS'er en concentratiekampbewaker (overleden 2010)
- 1924 - Pedro Simão Aquino de Araújo (Simão), Braziliaans voetballer
- 1925 - Roger Laermans, Belgisch atleet
- 1926 - Jerry Lewis, Amerikaans acteur, regisseur en komiek (overleden 2017)
- 1927 - Joop van Gils, Nederlands burgemeester (overleden 2024)
- 1927 - Vladimir Komarov, Russisch ruimtevaarder (overleden 1967)
- 1927 - Jean Rabier, Frans regisseur (overleden 2016)
- 1928 - Ramón Barce, Spaans componist (overleden 2008)
- 1928 - Karlheinz Böhm, Oostenrijks acteur (overleden 2014)
- 1928 - Christa Ludwig, Duits klassiek zangeres (mezzosopraan) en zangpedagoge (overleden 2021)
- 1929 - Nadja Tiller, Oostenrijks-Duits actrice (overleden 2023)
- 1930 - Tommy Flanagan, Amerikaans jazzpianist (overleden 2001)
- 1930 - Ramón Villaverde, Uruguayaans voetballer (overleden 1986)
- 1931 - Augusto Boal, Braziliaans toneelschrijver en -regisseur (overleden 2009)
- 1931 - Simone Chapuis-Bischof, Zwitsers onderwijzeres, redactrice en feministe (overleden 2023)
- 1932 - Walter Cunningham, Amerikaans astronaut (overleden 2023)
- 1932 - Kurt Diemberger, Oostenrijks alpinist
- 1933 - Teresa Berganza, Spaans zangeres (overleden 2022)
- 1933 - Jos Chabert, Belgisch politicus (overleden 2014)
- 1933 - Dick Passchier, Nederlands televisiepresentator (overleden 2017)
- 1934 - Roger Norrington, Brits violist/dirigent (overleden 2025)
- 1934 - Michail Stoedenetski Russisch basketballer coach (overleden 2021)
- 1935 - Peter de Klerk, Zuid-Afrikaans autocoureur (overleden 2015)
- 1936 - Raymond Damadian, Amerikaans biofysicus (overleden 2022)
- 1936 - Thelma Hopkins, Brits atlete (overleden 2025)
- 1936 - Fred Neil, Amerikaans folkzanger en -componist (overleden 2001)
- 1936 - Elisabeth Volkmann, Duits actrice (overleden 2006)
- 1937 - David Del Tredici, Amerikaans componist, muziekpedagoog en pianist (overleden 2023)
- 1937 - Peter Kreeft, Amerikaans filosoof en theoloog
- 1937 - Attilio Nicora, Italiaans kardinaal (overleden 2017)
- 1938 - Tom Robinson, Bahamaans atleet (overleden 2012)
- 1939 - Carlos Bilardo, Argentijns voetballer en voetbalcoach
- 1939 - Diana Dobbelman, Nederlands actrice
- 1940 - Jan Pronk, Nederlands politicus
- 1940 - Jan Schaefer, Nederlands politicus (overleden 1994)
- 1941 - Bernardo Bertolucci, Italiaans filmregisseur (overleden 2018)
- 1942 - Gijs van Lennep, Nederlands autocoureur
- 1942 - Jerry Jeff Walker, Amerikaans countryzanger (overleden 2020)
- 1943 - Denise Daems, Belgisch actrice (overleden 2002)
- 1943 - Hans Heyer, Duits autocoureur
- 1943 - Harry van Hoof, Nederlands componist, dirigent en arrangeur (overleden 2024)
- 1944 - Andrew S. Tanenbaum, Amerikaans hoogleraar
- 1945 - René De Clercq, Belgisch veldrijder (overleden 2017)
- 1946 - Michael Basman, Brits schaker (overleden 2022)
- 1949 - Erik Estrada, Puerto Ricaans acteur
- 1949 - Victor Garber, Canadees acteur
- 1951 - Marijn Devalck, Belgisch acteur en zanger
- 1951 - Keith Snell, Nederlands schrijver en vertaler (overleden 2010)
- 1952 - Cliff Lazarenko, Engels darter
- 1953 - Isabelle Huppert, Frans actrice
- 1953 - Richard M. Stallman, Amerikaans voorvechter van vrije software
- 1954 - Colin Ireland, Brits seriemoordenaar (overleden 2012)
- 1954 - Dave Long, Brits atleet
- 1954 - Leon Lemmens, Belgisch hulpbisschop van het aartsbisdom Mechelen-Brussel (overleden 2017)
- 1955 - Linda Lepomme, Belgisch actrice en zangeres
- 1955 - Peter Zijerveld, Nederlands triatleet
- 1956 - Pierre Vermeulen, Nederlands voetballer
- 1958 - Anatoli Medennikov, Russisch schaatser
- 1958 - Amaro Nadal, Uruguayaans voetballer
- 1959 - Jens Stoltenberg, Noors politicus; secretaris-generaal van de NAVO
- 1960 - Zoerab Azmaiparasjvili, Georgisch schaker
- 1960 - Rabella de Faria, Surinaams-Nederlands politica en zakenvrouw
- 1960 - Chokri Mahassine, Belgisch politicus en organisator van Pukkelpop
- 1961 - Michiru Oshima, Japans componiste muziekpedagoge en arrangeur
- 1962 - Franck Fréon, Frans autocoureur
- 1963 - Eiji Aonuma, Japans videogameontwerper
- 1963 - Kevin Smith, Nieuw-Zeelands acteur (overleden 2002)
- 1964 - Mauro Gianetti, Italiaans wielrenner
- 1964 - Pascal Richard, Frans wielrenner
- 1965 - Belén Rueda, Spaans actrice en model
- 1966 - David Nascimento, Nederlands voetballer en trainer
- 1967 - Lauren Graham, Amerikaans actrice
- 1967 - Andy Hamilton, Engels darter
- 1967 - Gino Van Geyte, Belgisch atleet
- 1969 - Judah Friedlander, Amerikaans acteur en komiek
- 1969 - Alina Ivanova, Russisch atlete
- 1970 - Paul Oscar, IJslands zanger
- 1970 - Oleg Pavlov, Russisch schrijver en essayist (overleden 2018)
- 1971 - Jaroslav Bílek, Tsjechisch wielrenner
- 1971 - Carlos Velasco Carballo, Spaans voetbalscheidsrechter
- 1972 - Sándor Noszály, Hongaars tennisser
- 1974 - Anne Charrier, Frans actrice
- 1976 - Pál Dárdai, Hongaars voetballer en voetbalcoach
- 1976 - Susanne Ljungskog, Zweeds wielrenster
- 1976 - Li Yu, Chinees schaatser
- 1977 - Philipp Crone, Duits hockeyer
- 1977 - Ralf van der Rijst, Nederlands schaatser
- 1977 - Thomas Rupprath, Duits zwemmer
- 1978 - Joakim Bäckström, Zweeds golfer
- 1978 - Boris Derichebourg, Frans autocoureur
- 1978 - Lee Kyou-hyuk, Koreaans schaatser
- 1978 - Simone Sanna, Italiaans motorcoureur
- 1979 - Edison Méndez, Ecuadoraans voetballer
- 1979 - Andrei Stepanov, Estisch voetballer
- 1980 - Luciano Da Silva, Braziliaans voetballer
- 1981 - Fabiana Murer, Braziliaans atlete
- 1984 - Vladimir Arabadzhiev, Bulgaars autocoureur
- 1984 - Robby Bostain, Amerikaans-Israëlisch basketballer
- 1984 - Sharon Cherop, Keniaans atlete
- 1984 - Jamie Westland, Nederlands drummer en dj
- 1985 - Nynke de Jong, Nederlands journaliste en schrijfster
- 1986 - Kenneth Doane, Amerikaans professioneel worstelaar
- 1986 - Héctor González, Spaans wielrenner
- 1986 - Daisuke Takahashi, Japans kunstschaatser
- 1987 - Steve Berger, Belgisch doelman
- 1988 - Jhené Aiko, Amerikaans singer-songwriter
- 1989 - Theo Walcott, Engels voetballer
- 1990 - Rachel Rosier, Nederlands televisiepresentatrice
- 1991 - Elise Bouwens, Nederlands zwemster
- 1991 - Kea Kühnel, Duits freestyleskiester
- 1991 - Admir Mehmedi, Zwitsers voetballer
- 1991 - Ville Paumola, Fins snowboarder
- 1991 - Wolfgang Van Halen, Amerikaans multi-instrumentalist
- 1992 - Niklas Mattsson, Zweeds snowboarder
- 1992 - Michael Perham, Engels zeezeiler
- 1992 - Robin Martens, Nederlands actrice
- 1992 - Damian Sylwestrzak, Pools voetbalscheidsrechter
- 1993 - Andreas Cornelius, Deens voetballer
- 1993 - Jeffrey Hoogland, Nederlands baanwielrenner
- 1993 - Davide Re, Italiaans atleet
- 1994 - Joel Embiid, Kameroens basketballer
- 1995 - Killien Jungen, Nederlands voetballer
- 1995 - Rick van den IJssel, Nederlands hockeyer
- 1996 - Ivan Toney, Engels voetballer
- 1996 - Marcos Siebert, Argentijns autocoureur
- 1997 - Dominic Calvert-Lewin, Engels voetballer
- 1997 - Miriam Vece, Italiaans wielrenster
- 1998 - Savvas Mourgos, Grieks voetballer
- 1998 - Ellia Smeding, Brits langebaanschaatsster
- 2000 - Victor Guernalec, Frans wielrenner
- 2000 - Jalen Smith, Amerikaans basketballer
- 2001 - Oblique Seville, Jamaicaans atleet
- 2002 - Arnaud De Lie, Belgisch wielrenner
- 2003 - Matilda Vinberg, Zweeds voetbalster
- 2004 - Jill van den Ende, Nederlands voetbalster
- 2004 - Isa Grimmius, Nederlands voetbalster

## Overleden

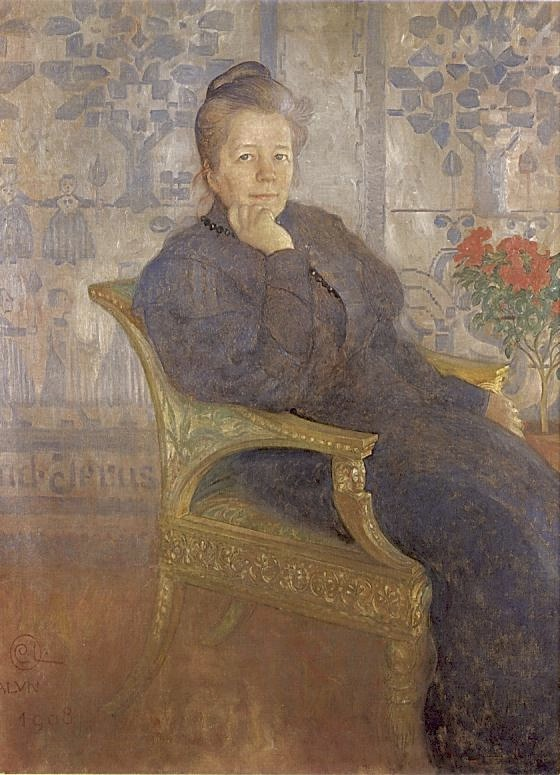
Selma Lagerlöf
overleden in 1940

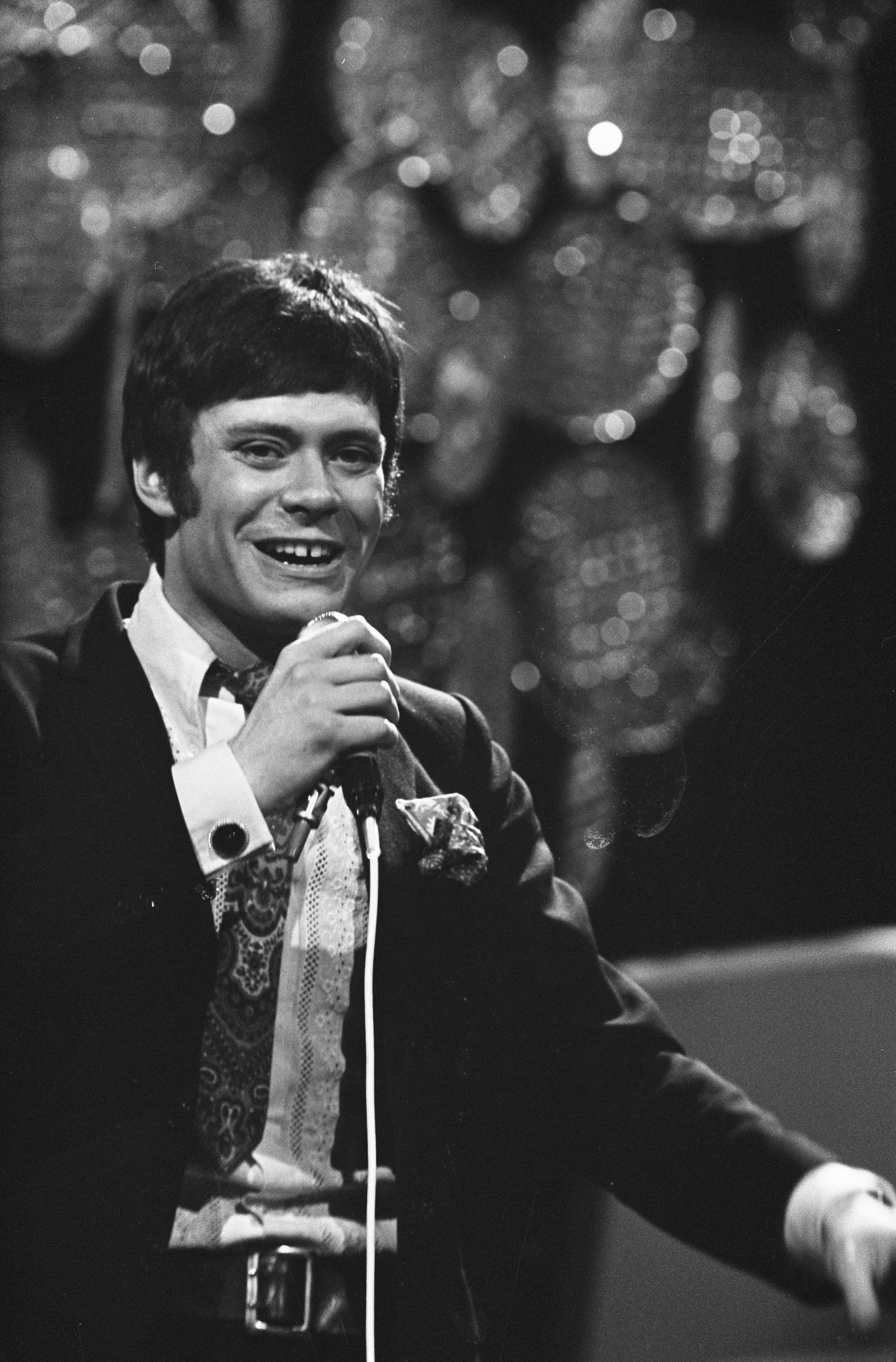
Rob de Nijs
overleden in 2025

- 37 - Tiberius (79), princeps van het Imperium Romanum
- 455 - Valentinianus III (35), Romeins keizer
- 1736 - Giovanni Battista Pergolesi (26), Italiaans componist
- 1843 - Anton Reinhard Falck (65), Nederlands politicus
- 1849 - Laurentius Passchijn (83), Belgisch politicus
- 1881 - Modest Moesorgski (42), Russisch componist
- 1914 - Edward Singleton Holden (67), Amerikaans astronoom
- 1923 - Alexander Lodygin (75), Russisch elektrotechnicus en uitvinder
- 1930 - George Washington Smith (54), Amerikaans architect
- 1933 - Alfréd Haar (47), Hongaars wiskundige
- 1937 - Austen Chamberlain (73), Brits politicus en Nobelprijswinnaar
- 1938 - Karl Giese (39), Duitse archivaris van het Institut für Sexualwissenschaft
- 1940 - Selma Lagerlöf (81), Zweeds schrijfster
- 1943 - Joël Vredenburg (76), Nederlands (opper)rabbijn
- 1946 - Max Blokzijl (62), Nederlands zanger en journalist
- 1957 - Constantin Brâncuşi (81), Roemeens-Frans beeldhouwer
- 1961 - Johannes de Heer (95), Nederlands evangelist
- 1963 - William Beveridge (84), Brits econoom en politicus
- 1966 - Alberto Santiago Lovell (53), Argentijns bokser
- 1971 - Thomas Dewey (68), Amerikaans politicus
- 1973 - M. Revis (68), Nederlands schrijver
- 1976 - Nico Rijnders (28), Nederlands voetballer
- 1979 - Jean Monnet (90), Frans politicus
- 1983 - Arthur Godfrey (79), Amerikaans zanger, acteur, radio- en tv-presentator
- 1986 - Jean Letourneau (78), Frans politicus en bestuurder
- 1988 - Erich Probst (60), Oostenrijks voetballer
- 1990 - Ric Grech (43), Brits rockmuzikant, multi-instrumentalist en muziekproducent
- 1991 - Urbain Caffi (74), Frans wielrenner
- 1991 - James Darcy Freeman (83), Australisch kardinaal-aartsbisschop van Sydney
- 1991 - Trude Herr (63), Duits actrice en schlagerzangeres
- 1994 - Mikola Koedrytskyj (31), Sovjet-Oekraïens voetballer
- 1999 - Theo Joekes (75), Nederlands politicus en schrijver
- 2001 - Bob Wollek, Frans autocoureur
- 2001 - Brasser (64), Belgisch cartoonist
- 2001 - Pieter Anna Hoyer (85), Nederlands militair
- 2002 - Ernst Künnecke (64), Duits voetballer en voetbalcoach
- 2005 - Chris van der Klaauw (80), Nederlands minister en diplomaat
- 2006 - Coen Ooft (85), Surinaams jurist, politicus en schrijver
- 2007 - Georges Bordonove (86), Frans geschiedkundige en schrijver
- 2008 - Ola Brunkert (61), Zweeds drummer bij de groep ABBA
- 2009 - Marjorie Grene (98), Amerikaans filosofe
- 2009 - Abdelkebir Khatibi (70), Marokkaans schrijver
- 2010 - Ksenija Pajčin (32), Servisch popzangeres
- 2010 - José Vidal-Beneyto (82), Spaans socioloog en politicoloog
- 2011 - Carel Boshoff (83), Zuid-Afrikaans oprichter van de geheel blanke separatistische gemeenschap Orania
- 2012 - Estanislau Basora (85), Spaans voetballer
- 2013 - Jason Molina (39), Amerikaans zanger
- 2013 - Rascha Peper (64), Nederlands schrijfster
- 2013 - Frank Thornton (92), Brits acteur
- 2013 - Arie Vermeulen (107), Nederlands oudste man
- 2014 - Gary Bettenhausen (72), Amerikaans autocoureur
- 2014 - Mitch Leigh (86), Amerikaans componist, dirigent en theaterproducent
- 2016 - Sylvia Anderson (88), Brits stemactrice
- 2016 - Frank Sinatra jr. (72), Amerikaans zanger en orkestleider
- 2017 - Torgny Lindgren (78), Zweeds schrijver
- 2018 - Jozef Cornielje (93), Nederlands burgemeester
- 2018 - Boyukaga Hajiyev (59), Azerbeidzjaans voetballer en voetbalcoach
- 2018 - F. Starik (59), Nederlands dichter en schrijver
- 2019 - Richard Erdman (93), Amerikaans acteur en regisseur
- 2019 - Yann-Fañch Kemener (61), Frans zanger en ethnomusicoloog
- 2019 - Joelia Natsjalova (38), Russisch zangeres, actrice en televisiepresentator
- 2020 - Stuart Whitman (92), Amerikaans acteur
- 2021 - Sabine Schmitz (51), Duits autocoureur
- 2022 - Barbara Morrison (72), Amerikaans jazz- en blueszangeres
- 2022 - Kunimitsu Takahashi (82), Japans motor- en autocoureur
- 2023 - Tony Coe (88), Brits jazzmuzikant
- 2023 - Patrick French (57), Brits schrijver
- 2023 - Beatrijs Ritsema (69), Nederlands columnist
- 2023 - Bernard P.Th. Veltman (90), Nederlands natuurkundige en rector magnificus
- 2024 - Kees Verheul (84), Nederlands slavist, essayist, romanschrijver en vertaler
- 2025 - Émilie Dequenne (43), Belgisch actrice
- 2025 - Rob de Nijs (82), Nederlands zanger en acteur
- 2025 - Kees Tamboer (85), Nederlands journalist
- 2025 - Dik Wolfson (91), Nederlands econoom en politicus

## Viering/herdenking
- Rome - tijdens de zogenaamde Argei (ook op 16 maart) brachten de priesters zoenoffers aan 27 heiligdommen in de stad
- Rooms-Katholieke Kerk
  - Heilige Heribert van Keulen († 1021) - Gedachtenis (in Bisdom Namen)
  - Heilige Eusebia († 680)
  - Heilige Benedicta van Assisi († 1260)
  - Heilige Agapitus van Ravenna
  - Heilige Juliaan van Tarsus († rond 305-311)

## Weerextremen

### Nederland
| | Officiële records | Officiële records | Officiële records |      | Landelijke records | Landelijke records | Landelijke records                                                     |
| Gebeurtenis | Jaar              | Extreem           | Locatie           | Jaar | Extreem            | Locatie            |                                                                        |
| --- | ----------------- | ----------------- | ----------------- | ---- | ------------------ | ------------------ | ---------------------------------------------------------------------- |
| Laagste etmaalgemiddelde temperatuur (°C) | 1962              | −0,6              | De Bilt           |      | 1969               | −2,6               | Eelde                                                                  |
| Hoogste etmaalgemiddelde temperatuur (°C) | 2005              | 13,9              | De Bilt           |      | 2005               | 15,3               | Ell                                                                    |
| Laagste minimumtemperatuur (°C) | 1962              | −5,7              | De Bilt           |      | 1962               | −9,3               | Soesterberg                                                            |
| Hoogste minimumtemperatuur (°C) | 2005              | 9,7               | De Bilt           |      | 2004               | 11,1               | Rotterdam                                                              |
| Laagste maximumtemperatuur (°C) | 1969              | 0,5               | De Bilt           |      | 1969               | −1,0               | Eelde                                                                  |
| Hoogste maximumtemperatuur (°C) | 1972, 2005        | 19,3              | De Bilt           |      | 1961 2005          | 21,0               | Maastricht Gilze-Rijen                                                 |
| Hoogste uurgemiddelde windsnelheid (m/s) | 1913              | 17,5              | De Bilt           |      | 1978               | 24,2               | IJmuiden                                                               |
| Hoogste windstoot (m/s) | 1978              | 25,7              | De Bilt           |      | 1978               | 31,9               | Eindhoven                                                              |
| Langste zonneschijnduur (uur) | 2003, 2017        | 10,9              | De Bilt           |      | 2003               | 11,0               | Eindhoven, Gilze-Rijen, Hupsel, Soesterberg, Stavoren, Twenthe, Volkel |
| Langste neerslagduur (uur) | 2008              | 14,3              | De Bilt           |      | 1979               | 22,0               | Leeuwarden                                                             |
| Hoogste etmaalsom van de neerslag (mm) | 2008              | 14,1              | De Bilt           |      | 2008               | 34,3               | Westdorpe                                                              |
| Laagste etmaalgemiddelde relatieve vochtigheid (%) | 1964              | 54                | De Bilt           |      | 2013               | 50                 | Maastricht                                                             |
| Laagste uurwaarde luchtdruk op zeeniveau (hPa) | 1978              | 981,1             | De Bilt           |      | 1978               | 974,9              | De Kooy                                                                |
| Hoogste uurwaarde luchtdruk op zeeniveau (hPa) | 2003              | 1043,8            | De Bilt           |      | 2003               | 1044,8             | Eelde                                                                  |
| Officiële records worden altijd gemeten op het KNMI-weerstation in De Bilt. Landelijke records kunnen worden gemeten op elk officieel KNMI-weerstation in Nederland. |                   |                   |                   |      |                    |                    |                                                                        |

Uitzonderlijke gebeurtenissen
- 1916 - Eerste landelijke zachte dag van het jaar gemeten in Maastricht (maximumtemperatuur ≥ 15 °C op een officieel weerstation)
- 1935 - Eerste officiële zachte dag van het jaar (maximumtemperatuur ≥ 15 °C in De Bilt)
- 1961 - Eerste landelijke warme dag van het jaar gemeten in Eindhoven, Maastricht en Volkel (maximumtemperatuur ≥ 20 °C op een officieel weerstation)
- 2005 - Eerste officiële zachte dag van het jaar (maximumtemperatuur ≥ 15 °C in De Bilt)
- 2005 - Eerste landelijke zachte dag van het jaar gemeten in Arcen, Berkhout, Cabauw, De Bilt, Deelen, Eelde, Eindhoven, Ell, Gilze-Rijen, Heino, Herwijnen, Hoek van Holland, Hoogeveen, Hupsel, Lelystad, Maastricht, Marknesse, Nieuw Beerta, Rotterdam, Schiphol, Soesterberg, Twenthe, Valkenburg ZH, Volkel, Vlissingen, Westdorpe, Wilhelminadorp en Woensdrecht (maximumtemperatuur ≥ 15 °C op een officieel weerstation)
- 2005 - Eerste landelijke warme dag van het jaar gemeten in Arcen, Eindhoven, Ell, Gilze-Rijen, Maastricht, Volkel, Westdorpe en Woensdrecht (maximumtemperatuur ≥ 20 °C op een officieel weerstation)
- 2012 - Eerste landelijke warme dag van het jaar gemeten in Maastricht (maximumtemperatuur ≥ 20 °C op een officieel weerstation)
- 2017 - Eerste officiële zachte dag van het jaar (maximumtemperatuur ≥ 15 °C in De Bilt)
- 2023 - Officieel laagste etmaalgemiddelde relatieve vochtigheid in % van maart dit jaar gemeten in De Bilt: 65

### België
Dagrecords
- 1883 - Laagste etmaalgemiddelde temperatuur −2,6 °C
- 2005 - Hoogste etmaalgemiddelde temperatuur 15,1 °C
- 1883 - Laagste minimumtemperatuur −6,6 °C
- 1961 - Hoogste maximumtemperatuur 21,1 °C
- 1913 - Hoogste etmaalsom van de neerslag 20,2 mm

<< · 1 · 2 · 3 · 4 · 5 · 6 · 7 · 8 · 9 · 10 · 11 · 12 · 13 · 14 · 15 · 16 · 17 · 18 · 19 · 20 · 21 · 22 · 23 · 24 · 25 · 26 · 27 · 28 · 29 · 30 · 31 · >>